# Sašo Fornezzi
Sašo Fornezzi (* 11. Dezember 1982 in Slovenj Gradec, SFR Jugoslawien) ist ein ehemaliger slowenischer Fußballtorwart.

## Karriere
Fornezzi startete seine Karriere beim NK Dravograd. Von dort ging es 2001 zum Erstligisten NK Publikum. Im Sommer 2004 wurde der Tormann von der Kapfenberger SV verpflichtet, für den er zwei Jahre in der Ersten Liga aktiv war.
Daraufhin wurde der Slowene vom Grazer AK in die Bundesliga geholt, wo er im Februar 2007 neuer Stammtormann wurde. Im Sommer 2007 wechselte Sašo Fornezzi zur Wiener Austria. Nach zwei Jahren in der Bundesliga, in denen er als Ersatztorhüter immer wieder zu Einsätzen kam, ging er wieder 2008 den Schritt zurück in die Erste Liga zum FC Magna Wiener Neustadt.
Im Sommer 2011 wechselte er in die Türkei zu Orduspor. Für diesen Verein spielte er dann die nächsten Spielzeiten, ehe der Verein zum Sommer 2013 in die TFF 1. Lig abstieg. Nach diesem Abstieg wechselte Fornezzi innerhalb der Süper Lig zu Antalyaspor. Mit Antalyaspor stieg er nach einer Saison ebenfalls in die Zweitklassigkeit ab, schaffte aber bereits in der nachfolgenden Spielzeit den Wiederaufstieg in die Süper Lig. Seit seinem Karriereende als Aktiver ist er beruflich für KEEPERsport Turkey, die türkische Niederlassung des österreichischen Herstellers von Torwarthandschuhen, tätig.